# ボゴロツコエ
ボゴロツコエ（ロシア語: Богородское）はロシア連邦東部のハバロフスク地方にあり、ウリチ地区の中心に位置する村。人口は3,369人（2018年）。清朝時代の名称は前坎であった。